# Грин, Дуглас
Дуглас Р. Грин (Douglas R. Green; род. 1955) — американский биолог, специалист по апоптозу и связанным явлениям.
Доктор философии (1981), заведующий кафедрой иммунологии St. Jude Children's Research Hospital (с 2005), а прежде сотрудник La Jolla Institute for Allergy and Immunology (1990—2005), преподавал в Калифорнийском университете в Сан-Диего и канадском Альбертском университете; выпускник Йеля.
Отмечен NIGMS MERIT Award (2002) и International Cell Death Society Prize (2009).
В 2003 году назван в числе высокоцитируемых учёных согласно ISI.
В Йельском университете получил степени бакалавра (1977, Magna cum laude) и доктора философии (1981) по биологии, в 1981—1983 годах там же постдок, а в 1983—1985 годах сотрудник. В 1977—1978 годах также обучался в MIT. С 1985 по 1993 год на кафедре иммунологии Альбертского университета (Канада): ассистент-профессор, с 1987 года ассоциированный профессор, с 1989 года — на постоянном контракте, в 1991—1993 годах адъюнкт-профессор. С 1990 по 2005 год возглавлял дивизион клеточной иммунологии La Jolla Institute for Allergy and Immunology. Также в 1994—2005 годах адъюнкт-профессор кафедры биологии Калифорнийского университета в Сан-Диего. С 2005 года заведующий кафедрой иммунологии St. Jude Children's Research Hospital.
Почётный фелло дублинского Тринити-колледжа (2010).
Эйнштейновский профессор Китайской АН (2011).
С 2009 года шеф-редактор журнала Oncogene.
Член редколлегии Cell (с 2008).
Опубликовал более 375 работ.